# Heteroscorpion
Famille
Genre
Heteroscorpion, unique représentant de la famille des Heteroscorpionidae, est un genre de scorpions.

## Distribution
Les espèces de ce genre sont endémiques de Madagascar.

## Liste des espèces
Selon The Scorpion Files (14/06/2020) :
- Heteroscorpion goodmani Lourenço, 1996
- Heteroscorpion kaii Lourenço & Goodman, 2009
- Heteroscorpion kraepelini Lourenço & Goodman, 2006
- Heteroscorpion magnus Lourenço & Goodman, 2002
- Heteroscorpion opisthacanthoides (Kraepelin, 1896)
- Heteroscorpion raselimananai Lourenço & Goodman, 2004

## Systématique et taxinomie
Traditionnellement, les Heteroscorpioninae étaient considérés comme une sous-famille des Scorpionidae. En 1990 Sissom place Heteroscorpion dans les Ischnuridae. Lourenço en 1996 élèvent les Heteroscorpioninae  au rang de famille.

## Publications originales
- Birula, 1903 : Sur une nouvelle espèce de scorpions provenant de l'île de Madagascar. Annuaire du Museum Zoologique de l’Académie Impériale des Sciences de St.-Pétersbourg, vol. 8, p. X–XI (texte intégral).
- Kraepelin, 1905 : Die Geographische Verbreitung der Scorpione. Zoologische Jahrbücher, Abtheilung für Systematik, vol. 22, no 3, p. 321–364 (texte intégral).